# Mk 39 5インチ砲
Mk.39 5インチ単装砲は、アメリカ海軍の艦砲システム。54口径127mm砲Mk.16（5"/54 Caliber Gun Mark 16）を単装砲塔と組み合わせた両用砲である。

## 来歴
アメリカ海軍は、1934年に38口径12.7cm砲（Mk.12 5インチ砲）を制式化し、駆逐艦級艦艇の主砲、あるいは大型艦の副砲/対空砲として広く搭載した。第二次世界大戦後期に至ると、艦種にかかわらず、遠距離用として38口径12.7cm砲（方位盤はMk.37）、中距離用として56口径40mm機銃（方位盤はMk.51）、近距離での最終防御用として70口径20mm機銃（照準器はMk.14）の3種類に対空兵器を統一し、縦深的な防空網を構築した。
しかしアメリカ海軍兵器局では、1939年より、さっそく38口径12.7cm砲の後継となる新型対空砲の開発に着手していた。この際には口径から再検討が行われ、5インチのほか、6インチ（15.2cm）や4.5インチ（11.4cm）も俎上に載せられたが、1940年1月、既存の5インチ砲よりも長砲身化して射程延伸を図った54口径12.7cm砲が採択された。これによって開発されたのが本砲である。

## 設計
まず、50口径15.2cm砲（Mk.8/0 6インチ砲）を減口径化したMk.D/Oと47口径15.2cm砲（Mk.16/0 6インチ砲）を減口径化したMk.E/Oがプロトタイプとして製作された。最終的に採用された54口径12.7cm砲（Mk.16/0 5インチ砲）では、自緊処理 (autofrettage) を施したモノブロック砲身が採用されており、長砲身化したにもかかわらず、2,432キログラムと比較的軽量である。尾栓は垂直鎖栓式である。
当初計画では、連装型のMk.41はモンタナ級戦艦の高角砲として搭載される予定であったが、モンタナ級の計画自体が中止されたことから、これは実現せず、単装型のMk.39のみが1942-45年度計画のミッドウェイ級航空母艦に搭載されて装備化された。
砲室は密閉式の角型砲塔で、防楯の外板は厚さ19ミリの鋼板である。操作要員は計16名、砲塔内に10名と給弾薬室に6名である。給弾薬室中央部には半自動式2筒型の揚弾筒が配置されており、電動・油圧によって上下する。弾薬はMk.12砲と同じ半固定式である。ただし弾火薬庫からの揚弾および装填は、一部機力補助による人力操作のままで、38口径12.7cm砲とほぼ同一であったことから、発射速度の向上は持ち越しとなった。

## 運用

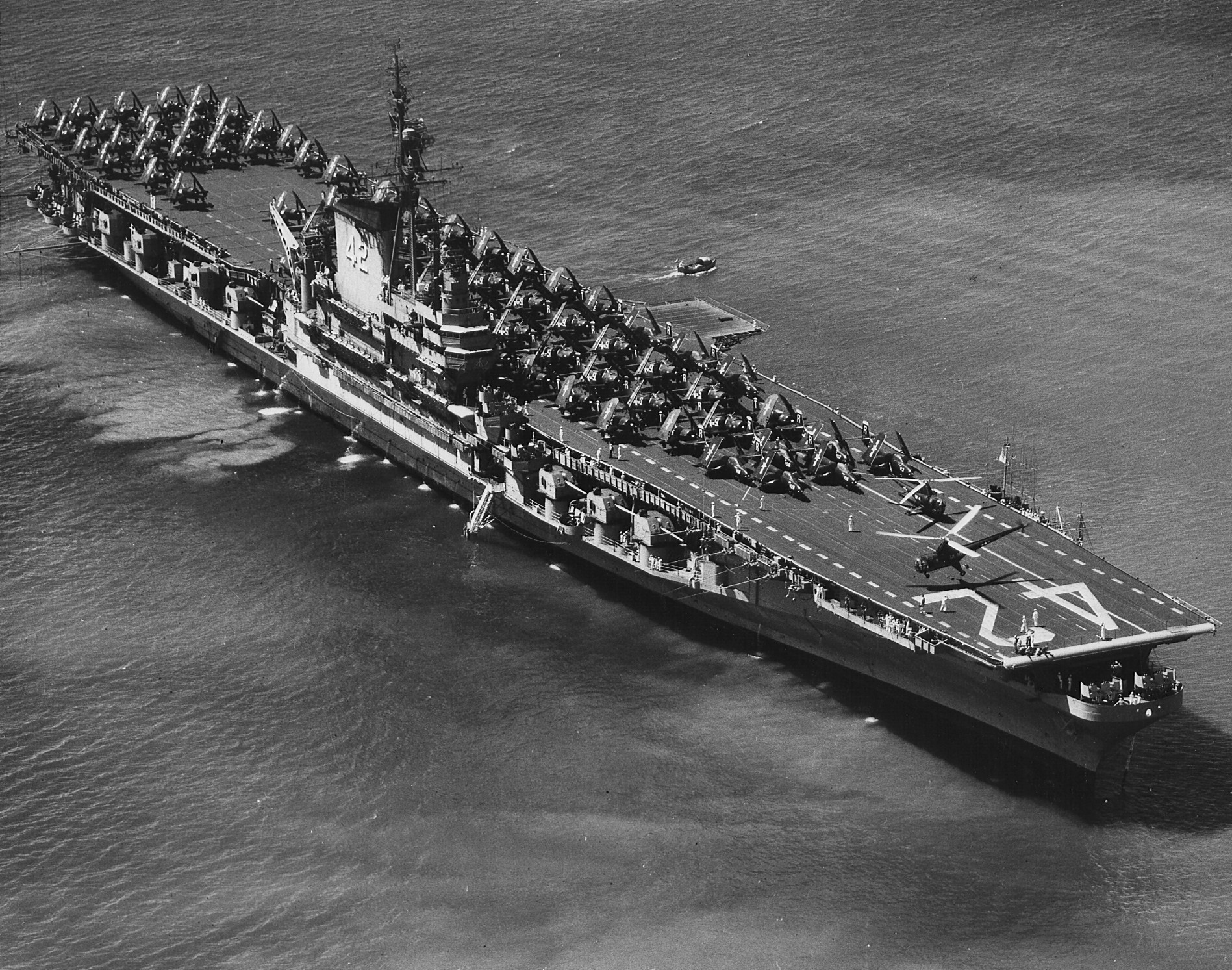
グアンタナモ湾に停泊する「フランクリン･D・ルーズベルト」（1950年3月22日）右舷に7門のMk.39を搭載している

上記の経緯により、連装型のMk.41の計画は中止され、単装型のMk.39のみがミッドウェイ級航空母艦3隻に搭載されたのみとなった。このため、生産数も約50基程度と少数であった。またミッドウェイ級の搭載砲も、数次に渡る近代化改装で順次に撤去され、1977年までにアメリカ海軍での運用は終了した。
このうち、1955年頃の近代化改装で撤去された砲は日本の海上自衛隊に供与され、初代むらさめ型および初代あきづき型護衛艦に搭載された。小型の護衛艦に搭載されるに当たって、重量を軽減するため、砲室の防楯は厚さ6ミリの高張力鋼に変更された。

### 搭載艦
- アメリカ海軍
  - ミッドウェイ級航空母艦 -  後に撤去
- 海上自衛隊
  - むらさめ型護衛艦（初代）
  - あきづき型護衛艦（初代）

## 登場作品

### アニメ
『ハイスクール･フリート』
晴風の最終武装として登場。シュペー戦の損傷復旧時に九八式10センチ高角砲から換装された。